# 森谷哲也
森谷 哲也（もりたに てつや、1933年11月15日 - 2007年4月6日）は、日本の実業家。トラベルジャーナルグループ創業者。

## 人物・経歴
鳥取県米子市生まれ。明治大学商学部卒業後、アメリカン・エキスプレスや名鉄航空サービス（現・名鉄観光サービス）などの勤務を経て、1964年にトラベルジャーナルを設立し社長に就任。
1974年トラベルジャーナル旅行学院（現：ホスピタリティツーリズム専門学校）を開校、1981年大阪トラベルジャーナル旅行学院（現：ホスピタリティツーリズム専門学校大阪）を開校。1995年、財団法人日本ホテル教育センター（専門学校日本ホテルスクールの運営母体）理事長に就任。太平洋アジア観光協会終身会員、全米旅行業協会会員を務めた。海外渡航歴は200回以上、80数カ国に及ぶ。
旅行業界の振興、啓蒙のため旅行博を開催。旅行業の地位向上に尽力した。またホスピタリティという概念を広めるべく、旅行産業の領域を超えてリフレクソロジー、カジノスクールなどの事業も拡大。1968年トラベルマンオブザイヤーを受賞したほか、1995年教育関係功労者文部大臣表彰、1996年イタリアのカヴァリエーレ勲章、1997年観光関係功労者運輸大臣表彰など多数受賞。
2007年4月6日永眠（満73歳）。2008年に日本国際ツーリズム殿堂入り。

### 年譜
- 1964年 - 株式会社森谷トラベル・エンタプライズ（現：株式会社トラベルジャーナル）を設立。代表取締役社長就任。
  - 日本初の旅行業界誌「トラベルジャーナル」を創刊。
- 1973年 - トラベルジャーナル旅行学院（現：ホスピタリティツーリズム専門学校）開校。学院長就任。
- 1980年 - 大阪トラベルジャーナル旅行学院（現：ホスピタリティツーリズム専門学校大阪）開校。学院長就任。
- 1997年 - TRAJAL AUSTRALIA PTY LTD.を設立、代表取締役社長
- 2000年 - 株式会社ホスピタリティ代表取締役会長就任。
- 2003年 - 株式会社世界旅行博代表取締役会長就任。

## 公職歴・団体役職歴
- 1970年 - 2007年： 太平洋観光協会（PATA）会員
- 1970年 - 2007年： 全米旅行業者協会（ASTA）会員
- 1976年 - 2007年： 社団法人日本旅行業協会（JATA）日本国際観光会議委員
- 1978年 - 2007年： 社団法人日本観光通訳協会会員
- 1985年 - 1987年： 財団法人日本ホテル教育センター日本ホテルスクール（現：専門学校日本ホテルスクール）校長
- 1985年 - 2007年： 全国語学ビジネス観光教育協会会員